# Maratona aquática nos Jogos Asiáticos de Praia de 2008
As provas de maratona aquática nos Jogos Asiáticos de Praia de 2008 ocorreram entre 25 e 26 de outubro. Quatro eventos foram disputados.

## Calendário
| Outubro           | 18 | 19 | 20 | 21 | 22 | 23 | 24 | 25 | 26 | Finais |
| ----------------- | -- | -- | -- | -- | -- | -- | -- | -- | -- | ------ |
| Maratona aquática |    |    |    |    |    |    |    | 2  | 2  | 4      |

## Quadro de medalhas
| Ordem | País      | Medalha de ouro | Medalha de prata | Medalha de bronze |    |
| ----- | --------- | --------------- | ---------------- | ----------------- | -- |
| 1     | Síria     | 2               |                  |                   | 2  |
| 2     | China     | 1               | 4                | 1                 | 6  |
| 3     | Hong Kong | 1               |                  | 1                 | 2  |
| 4     | Indonésia |                 |                  | 1                 | 1  |
| 4     | Vietname  |                 |                  | 1                 | 1  |
| TOTAL | TOTAL     | 4               | 4                | 4                 | 12 |

## Medalhistas
| Evento                     | Ouro                       | Prata                  | Bronze                            |
| 5 km masculino (detalhes)  | SYR Síria Saleh Mohammad   | CHN China Xu Wenchao   | VIE Vietnã Chau Ba Ann Tu         |
| 10 km masculino (detalhes) | SYR Síria Saleh Mohammad   | CHN China Li Yinhan    | INA Indonésia Maximillan Manurung |
| 5 km feminino (detalhes)   | HKG Hong Kong Natasha Tang | CHN China Li Hong      | CHN China Zheng Jing              |
| 10 km feminino (detalhes)  | CHN China Li Xue           | CHN China Fang Yanqiao | HKG Hong Kong Natasha Tang        |